# 't Harde

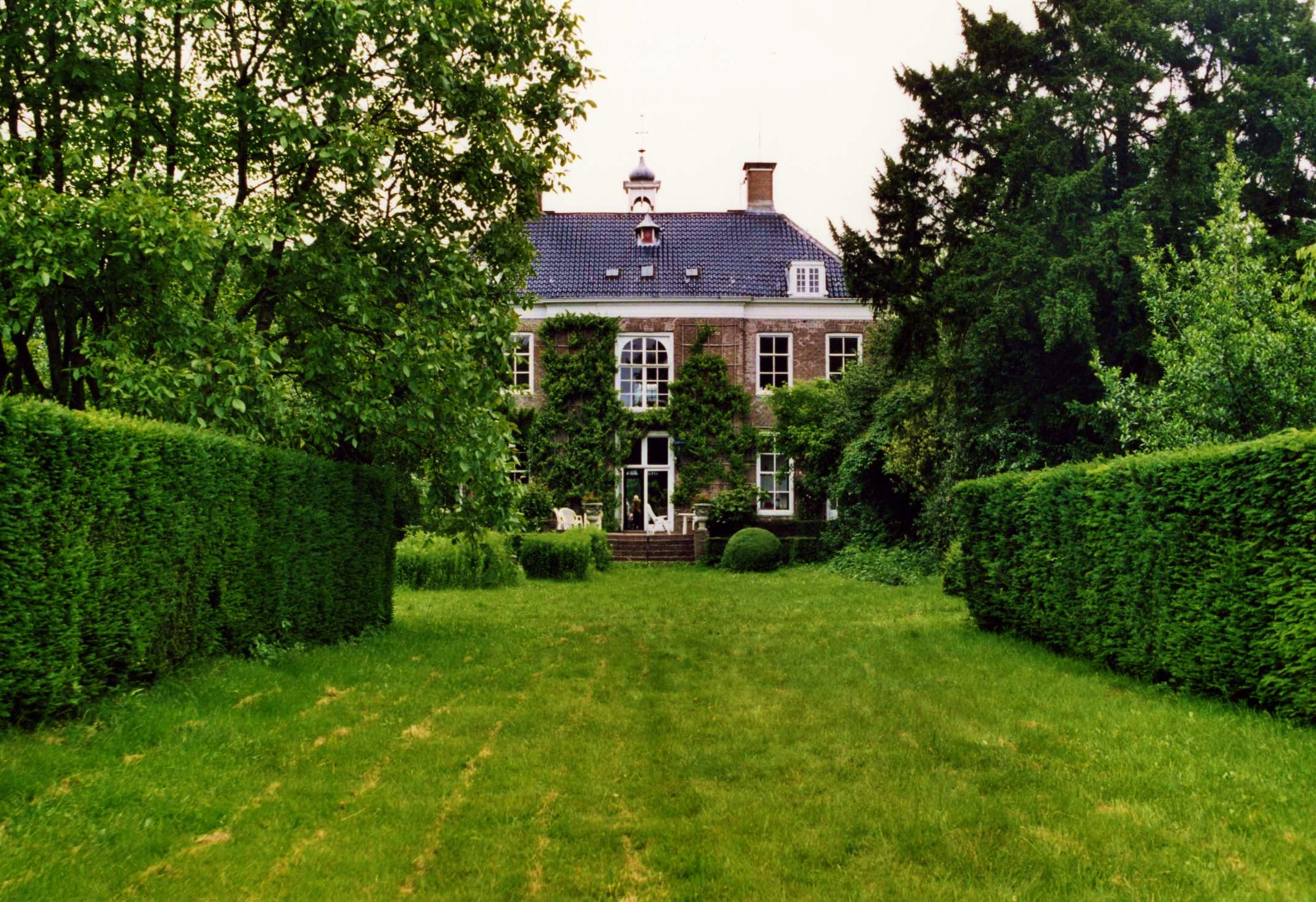
Kasteel Zwaluwenburg te 't Harde.

 't Harde is een dorp op de Veluwe in de gemeente Elburg in de Nederlandse provincie Gelderland. In 2023 telde 't Harde 7.040 inwoners. Het is een bosrijke plaats, bekend van het ASK, het Artillerie Schietkamp op de Woldberg (ook wel de 'Knobbel' genoemd). Het dorp 't Harde is vernoemd naar de hardere ondergrond die hier was in vergelijking met omliggende gebieden.

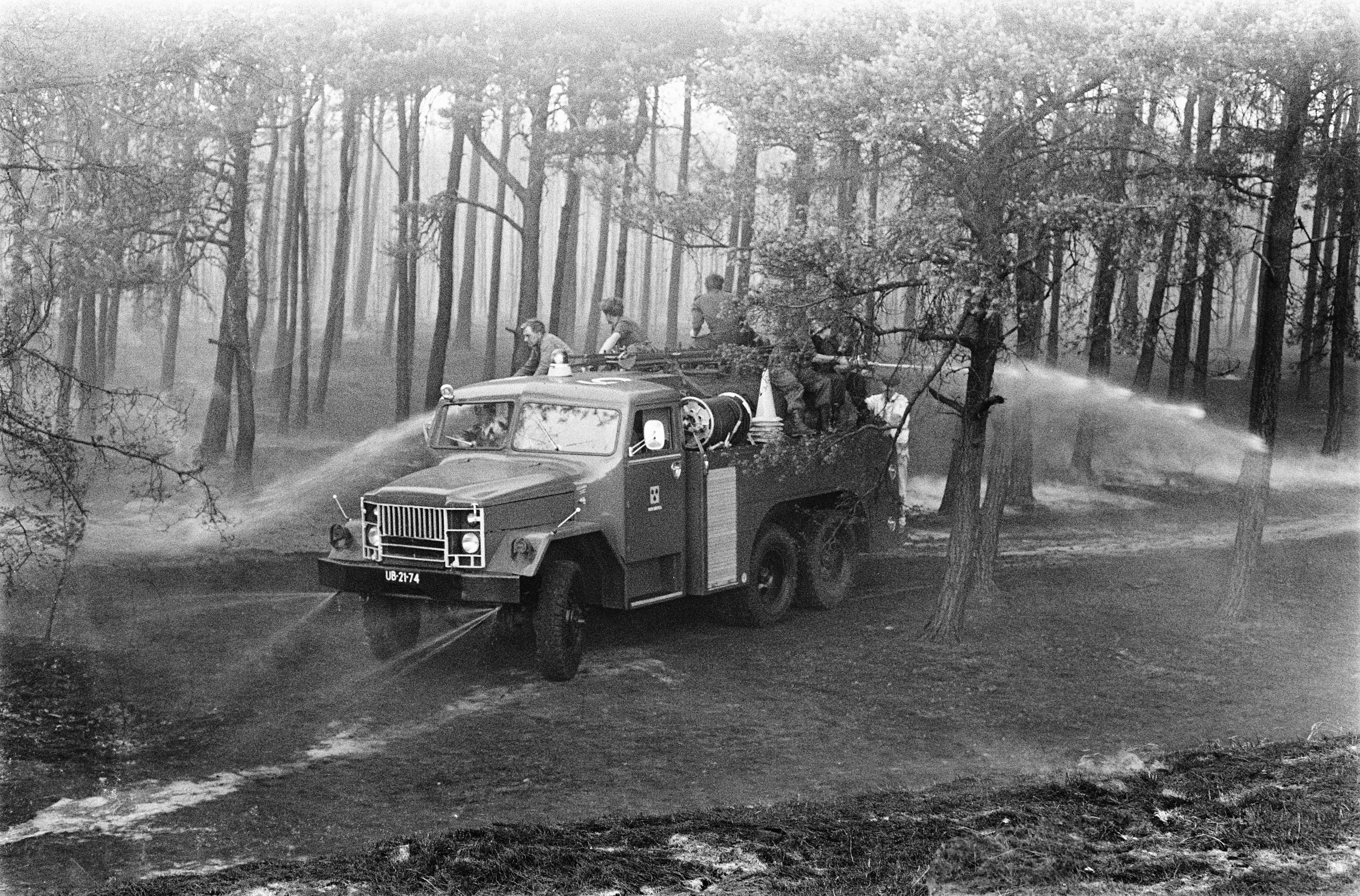
Bosbrand bij t Harde

Op 18 juni 1970 vond nabij 't Harde de grootste naoorlogse bosbrand plaats.

## Bedrijventerreinen en transport
De snelweg A28 en de spoorlijn van Amersfoort naar Zwolle (de Centraalspoorweg) lopen langs de zuidrand van de dorpskern. Daar is ook treinstation 't Harde. Aan de andere zijde van de auto- en spoorweg zijn de militaire terreinen (zie onder).
't Harde heeft twee bedrijventerreinen. Het eerste is de Koekoek, gelegen aan de noordzijde van het dorp. Tussen de spoorlijn en de A28 ligt in het oosten van 't Harde nog bedrijventerrein 't Spoor. Dit is te herkennen aan de hoge kranen die langs de A28 staan.

## Kerkelijk leven
- Rooms-katholieke kerk "De Goede Herderkerk" (gesloten in 2006, gesloopt in 2011)
- Nederlands Hervormde gemeente "Elim"[4]
- Protestantse gemeente "Maranathakerk"[5]
- Nederlandse Gereformeerde Kerken "De Schuilhof"
- Oecumenische gemeente "Knobbel"
- Evangelische gemeente "De Fontein"

## Bezienswaardigheden
- Nederlands Artillerie Museum
- Landgoed Zwaluwenburg
- Huis Schouwenburg (buitenplaats en landschapspark)
- Ampies Berg

## Bekende (oud-)Hardenezen
- Martin Bril, schrijver
- Rob Franken, musicus
- Marcel de Groot, musicus
- Elise Meijerink, voetbalster
- Cees Paauwe, voetballer
- Patrick Paauwe, voetballer
- Drie broers van de familie De Randamie, te weten:
  - Earl de Randamie (O-Dog), rapper en stand-upcomedian
  - Glenn de Randamie (Typhoon), rapper
  - Kevin de Randamie (Blaxtar), rapper
- Rick van Velthuysen, diskjockey bij Radio Veronica

## Kazernes
De geschiedenis van die militaire aanwezigheid op 't Harde begon in het laatste kwart van de negentiende eeuw, toen de artillerie een terrein zocht voor haar oefeningen. Dit terrein werd gevonden bij de Knobbel, op topografische kaarten uit de tweede helft van de 19e eeuw de Eper Tepel genoemd, gelegen op de Woldberg, een hoge stuwwal in het oostelijk deel van de Veluwe. Hier verscheen het Artillerie Schietkamp.
't Harde telt twee kazernes: de Luitenant-kolonel Tonnetkazerne (afgekort ook wel de LTK genoemd), waar o.a. de 41 Afdeling Veldartillerie en het JISTARC (Joint Intel, Surveillance, Target Acquisition & Recon Commando) zijn gestationeerd. Op de tweede kazerne, de Legerplaats bij Oldebroek, is het Vuursteun Commando (Vustco) en het Defensie Inlichtingen en Veiligheids Instituut (DIVI) gestationeerd.
Tot 1992 was tegenover de LTK een kleine Amerikaanse basis gevestigd, die zorg droeg voor beveiliging van de "SITE" en verbinding met de Verenigde Staten van Amerika. Daartoe was een zestig meter hoge mast opgericht met een tweetal schotels, op 't Harde weleens aangeduid als "de Eifeltoren van 't Harde". Basis en toren zijn in de jaren negentig verdwenen.
In de jaren zeventig en tachtig van de vorige eeuw werd door de vredesbeweging regelmatig in 't Harde gedemonstreerd tegen de kernbewapening, omdat er een vermoeden was dat er Amerikaanse nucleaire artilleriemunitie op de site lagen opgeslagen.